# Flugbeschränkungsgebiet

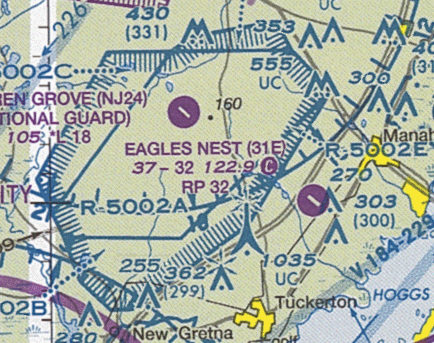
Das Flugbeschränkungsgebiet (K-)R-5002 umgibt die Warren Grove Gunnery Range bei Warren Grove, New Jersey, USA. Die US-Armee nutzt dieses Gebiet unter anderem zum Training von Bombenabwürfen.

Ein Flugbeschränkungsgebiet (amtlich Gebiet mit Flugbeschränkungen, engl. restricted area) ist ein festgelegter Luftraum über dem Hoheitsgebiet eines Staates, in dem Flüge von Luftfahrzeugen zeitweilig oder dauerhaft Beschränkungen unterliegen. Sie werden zur Vorbeugung vor Gefahren für die öffentliche Sicherheit oder Ordnung, vor allem für die Sicherheit des Luftverkehrs festgelegt.
Außerhalb der Hoheitsgebiete können die weniger restriktiven Gefahrengebiete diese Aufgabe übernehmen. Gebiete, in denen Flüge mit Luftfahrzeugen komplett verboten sind, nennt man Luftsperrgebiet.

## Grundlagen
Flugbeschränkungsgebiete besitzen definierte vertikale und horizontale Ausmaße. Neben der räumlichen Ausdehnung verfügen Flugbeschränkungsgebiete über eine zeitliche Wirksamkeit. Sie können durchgängig oder nur an bestimmten Tagen und zu festgelegten Uhrzeiten oder auch nur nach vorheriger Ankündigung per NOTAM wirksam sein. Die vertikale Ausdehnung ist ebenfalls im Einzelfall per NOTAM veränderbar. Permanente Flugbeschränkungsgebiete sind im Luftfahrthandbuch veröffentlicht und werden auf Luftfahrtkarten (insbesondere ICAO-Karten) grafisch dargestellt sowie mit dem Ländercode und einem „R“ (für engl. restricted) gefolgt von einer Seriennummer gekennzeichnet. Beispielsweise steht ED-R146 für das Flugbeschränkungsgebiet im Zentrum Berlins (E = ICAO-Region Nordeuropa, D = Deutschland, R = restricted).

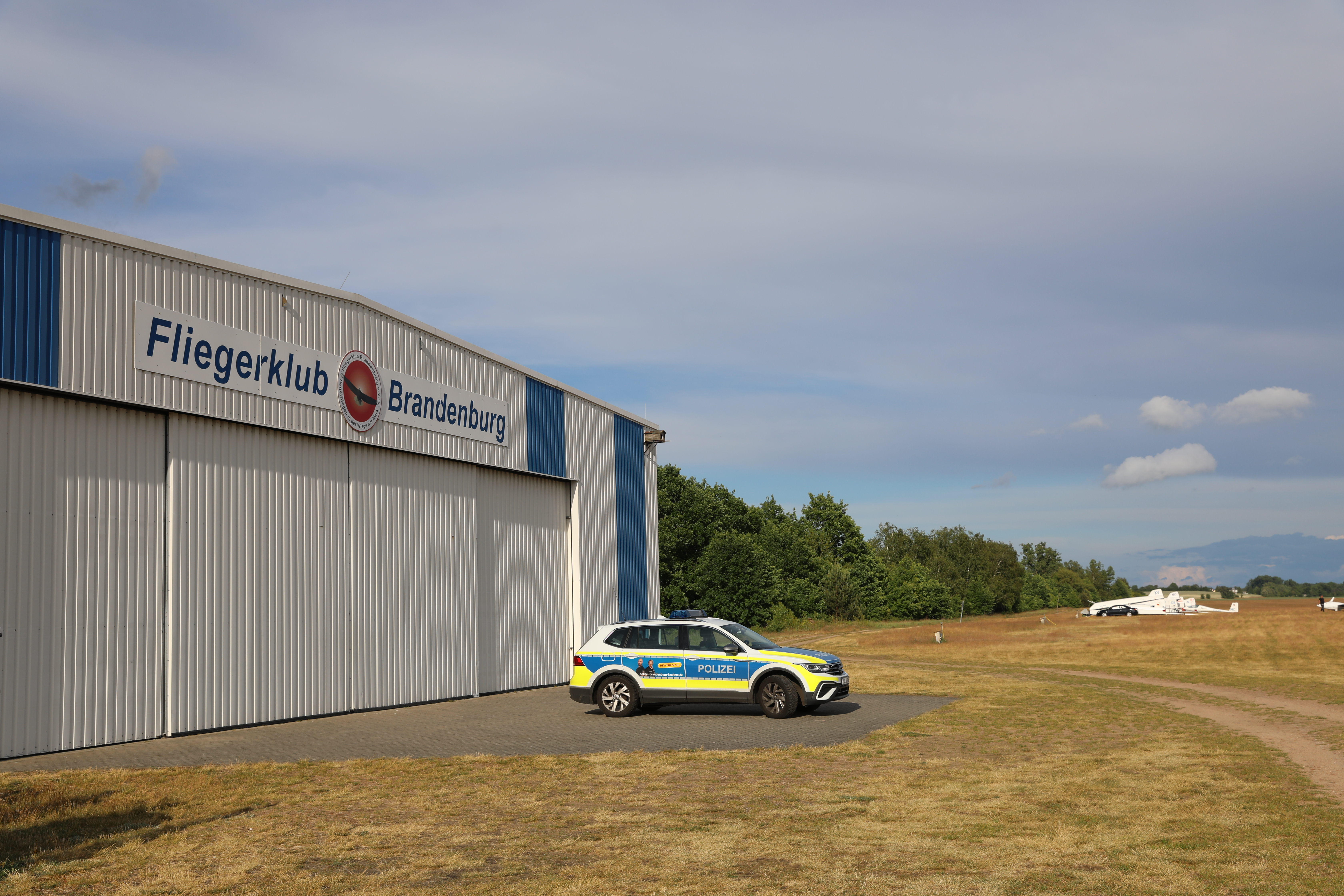
Brandenburger Polizei bei der Überwachung des Flugbeschränkungsgebiets „ED-R Humboldt“, welches zum Staatsbesuch des ukrainischen Präsidenten Selenskyj in Berlin im Mai 2025 eingerichtet wurde

Diese Gebiete werden eingerichtet, um Anlagen am Boden zu schützen oder weil in ihnen Gefahren für die Luftfahrt bestehen. Beispiele für permanente Flugbeschränkungsgebiete sind Kernkraftwerke, Truppenübungsplätze oder Orte von Regierung und Parlament (z. B. das Berliner Regierungsviertel). Temporäre Flugbeschränkungsgebiete werden unter anderem zum Schutz bedeutender Personen (z. B. Papst beim Weltjugendtag 2005 oder G8-Gipfel in Heiligendamm 2007) oder Menschenmassen bei Großveranstaltungen (z. B. Oktoberfest) eingerichtet.
Eine Form dieser beschränkten Gebiete ist der zeitweilig reservierte Luftraum (engl. Temporary Reserved Airspace; TRA), in den Einflüge von zivilen Luftfahrzeugen nicht oder nur eingeschränkt erlaubt sind, da dieser für Übungen von militärischen Luftfahrzeugen reserviert ist.

## Situation in Deutschland

### Durchflüge
Durchflüge durch aktive Flugbeschränkungsgebiete in Deutschland sind zulässig, wenn:
- die Art der Beschränkung es zulässt,
- Durchflüge vom Bundesaufsichtsamt für Flugsicherung (BAF) allgemein genehmigt worden sind,
- im Einzelfall die zuständige Flugverkehrskontrollstelle zugestimmt hat,
- der Nutzer des Gebietes eine Genehmigung erteilt hat (für militärische Flüge)
- für Rettungsflüge eine Vereinbarung zwischen der Einsatzleitstelle und der jeweiligen für die gefahrverursachenden Aktivitäten im Gebiet mit Flugbeschränkungen zuständigen Stelle getroffen wurde.

### Verstöße
Das unberechtigte Einfliegen in ein Flugbeschränkungsgebiet kann in Deutschland mit einer Geldstrafe oder Freiheitsstrafe bis zwei Jahren geahndet werden.